# Trije filozofi
Trije filozofi je oljna slika na platnu, ki jo pripisujejo italijanskemu visokorenesančnemu umetniku Giorgioneju. Prikazuje tri filozofe - enega mladega, enega srednjih let in enega starega. Delo je naročil beneški plemič Taddeo Contarini, beneški trgovec z zanimanjem za okultno in alkimijo. Trije filozofi so bili končani pred slikarjevo smrtjo. Ena zadnjih Giorgioneinih slik je zdaj na ogled v muzeju Kunsthistorisches Museum na Dunaju. Sliko je končal Sebastiano del Piombo.

## Opis
Trije filozofi so bili končani okoli leta 1509, sedanje ime dela pa izhaja iz pisanja Marcantonia Michiela (1484–1552), ki je sliko videl le nekaj let zatem v beneški vili. Tri upodobljene figure so alegorične: star bradati mož, morda grški filozof, perzijski ali arabski filozof in sedeči mladenič, zaprt v naravni krajini.  V ozadju je vas z nekaj gorami, ki jih označuje modro območje, katerega pomen ni znan. Mladenič opazuje jamo na levi strani prizorišča in jo očitno meri z nekaterimi instrumenti. Konec 19. stoletja so znanstveniki in kritiki zaradi različnih razlogov zavrnili stališče, da gre za prikaz Treh modrecev, zbranih pred Jezusovo jamo.

## Interpretacija
Predlagane so bile različne interpretacije o Giorgionejevi sliki. Trije filozofi, stari mož, arabski lik in mladenič, so lahko upodobitev prenosa znanja, prenosa klasike iz filozofije starih Grkov z arabskimi prevodi, ki se je znova uveljavil okoli italijanske renesanse . Starec predstavlja grškega filozofa, kot sta Platon ali Aristotel, katerega spisi so bili preko arabskih filozofov kopirani in posredovani italijanski renesansi. Arabski filozof verjetno predstavlja polihistorja Avicenno ali Averroesa, tako arabske filozofe kot arabske znanstvenike iz islamske zlate dobe.
Na mladeniča bi lahko gledali kot na novo renesančno znanost s koreninami v preteklosti, ki gleda v prazno temo jame in simbolizira še neodkrite skrivnosti. Jama bi lahko simbolizirala tudi filozofski koncept Platonove jame.
Nove hipoteze o figurah, njihovi identiteti in simboliki še vedno nastajajo. V opombi o sliki je G. C. Williamsom v začetku 20. stoletja izjavil, da »predstavlja Evanderja in njegovega sina Pallasa, ki Eneju prikazujeta prihodnje mesto Rim«. Možnost, da so trije moški kralj Salomon, Hiram I., kralj Tira in Hiram Abif, sta izpostavila Neil K. MacLennan in Ross S. Kilpatrick.
Predlagano je, da se lik mladeniča lahko lepo vpiše v pravokoten trikotnik, za katerega velja Pitagorov izrek. Karin Zeleny, ki se je opirala na branje Polidorja Vergila , je predlagala, da sta filozofa učitelja Pitagore – Ferekid in Tales. Tales je bil naslikan kot Jud, medtem ko so za Ferekida zmotno verjeli, da je Sirec. To razlago je spremenil Frank Keim, ki je trdil, da je starejši filozof v resnici Aristarh iz Samosa.
Drugi učenjaki so trdili, da so figure tipične predstava treh stopenj človeka (mladost, srednja in stara doba), tri epohe evropske civilizacije (antika, srednji vek, renesansa), tri abrahamske religije ali neka kombinacija takšnih splošnih konceptov.
Augusto Gentili je predlagal, da slika prikazuje čakanje na antikrista, ki temelji na konjunkcionistični astrologiji. Na strani najstarejšega filozofa je razvidna beseda eclipsis in astronomski diagram. Velika konjunkcija leta 1503 in mrk istega leta naj bi bili znamenji, ki napovedujeta njegov prihod.

## Theatrum Pictorium
Ta slika je bila dokumentirana v katalogu Davida Teniersa mlajšega Theatrum Pictorium umetniške zbirke nadvojvode Leopolda Wilhelma Avstrijskega leta 1659 in znova leta 1673 , vendar je portret postal slaven v upodobitvah Teniersove nadvojvodove umetniške zbirke:  Tenierjeve kopije eksponatov, ki jih je naredil, so že dolgo priznane kot dragocen zgodovinski vir.
- Gravura iz leta 1673 iz Teniersovega kataloga, Jan van Troyen
- 1639
- 1650
- Galerija nadvojvode Leopolda Wilhelma v Bruslju (Petworth), 1651

Ta slika je zdaj razstavljena v Kunsthistorisches Museum na Dunaju. Med delom na tej sliki je David Teniers mlajši naredil majhne ločene kopije vsake slike kot študijo za končno veliko sliko, ki prikazuje vojvodovo zbirko. V tej majhni kopiji, ki meri 21,5 x 30,9 cm, je v roko starejšega moškega dal trident, vendar to ni bilo v originalni sliki niti na končni sliki, Nadvojvoda Leopold Wilhelm v svoji galeriji v Bruslju. V izvirni sliki ima starec samo zapis. To bi lahko bilo aluzija na orožje Pozejdona, boga morja v klasični mitologiji, vendar je to ugibanje Davida Teniersa mlajšega.